# Sahel (Mali)
Sahel (ou Sahe) est une commune rurale malienne, située dans le pays de la Guidimakan, de l'arrondissement central de Aourou, dans le cercle de Aourou et la région de Kayes. Elle a pour chef-lieu la localité de Bafarara.

## Villages
La commune s'étend sur 6 localités relevées lors du recensement général de 2009. 
Les villages les plus peuplés sont :
- Bafarara (4 764 habitants) ;
- Sélifély (3 292 habitants) ;
- Séoundé (1 314 habitants).

La loi 2023-007 attribue à la commune rurale 6 villages administratifs  :
- Bafarara
- Sélifély
- Bilkoité
- Séoundé
- Nagara
- Tafara